# Midtre Storevikholmen nordre
Midtre Storevikholmen nordre est une île dans le landskap Sunnhordland du comté de Vestland. Elle appartient administrativement à Fitjar.

## Géographie
Rocheuse et couverte d'une légère végétation, à fleur d'eau, elle s'étend sur environ 67 m de longueur pour une largeur approximative de 46 m.  